# D'ici et d'ailleurs
D'ici et d'ailleurs è una canzone della cantante Rnb Sheryfa Luna. È il terzo singolo estratto dal suo album Sheryfa Luna.
Con questo singolo Sheryfa affronta il tema del melting pot che caratterizza la società francese e, in prima persona, la sua origine algerina.

## Tracce
1. D'ici et d'ailleurs (remix) – 2:57
2. D'ici et d'ailleurs (remix strumentale) – 2:56
3. D'ici et d'ailleurs – 4:01